# Pisidisk harört
Pisidisk harört (Bupleurum heldreichii) är en flockblommig växtart som beskrevs av Pierre Edmond Boissier och Benedict Balansa. Pisidisk harört ingår i släktet harörter, och familjen flockblommiga växter. Arten förekommer tillfälligt i Sverige, men reproducerar sig inte.